# Лаханас
Лаханас (греч. Λαχανάς) — горная деревня в Греции. Расположена на высоте 584 метров над уровнем моря у входа в проход между горами Мавровуни и Вертискос, в 52 км к северо-востоку от города Салоники. Административно относится к общине Лангадас в периферийной единице Салоники в периферии Центральная Македония. Население 377 человек по переписи 2011 года.

## История
Область деревни Лаханас была театром важной битвы Второй Балканской войны между греческими и болгарскими войсками, которая окончилась победой греков. Во время Первой Балканской войны деревня Лаханас была занята без боя 7-й болгарской дивизией, которая укрепила её. С началом Второй Балканской войны в этом районе находилась 1-я бригада 10-й болгарской дивизии, которая постепенно усиливалась другими силами. Греческие 1-я и 6-я дивизии под командованием генерал-лейтенантов Эммануила Манусояннакиса и Николаоса Делаграмматикаса после ожесточённых боев захватили холм Ерманико (Γερμανικό ή Κλέπε, 877,9 м) и продолжили свой путь в деревню Лиговани, расположенную в 4 км от Лаханаса. Наступление продолжалось 21 июня (4 июля). Атака греческой пехоты началась после интенсивной подготовки артиллерии, и через час Лаханас перешёл под контроль 9-го батальона 1-го полка эвзонов. Греческие потери составили 2071 человек убитыми.
В 1969 году был основан Военный музей в Лаханасе.

## Сообщество
Сообщество создано в 1918 году (ΦΕΚ 152Α). В сообщество входит 3 деревни. Население 568 человек по переписи 2011 года. Площадь 47,602 квадратных километров.
| Населённый пункт | Население (2011), человек |
| ---------------- | ------------------------- |
| Кидонея          | 30                        |
| Лаханас          | 377                       |
| Эвангелистрия    | 161                       |

## Население
| Год  | Население, человек |
| ---- | ------------------ |
| 1991 | 492                |
| 2001 | 446                |
| 2011 | ↘ 377              |